# Baldwin (Wisconsin)
Baldwin é uma vila localizada no estado norte-americano de Wisconsin, no Condado de St. Croix.

## Demografia
Segundo o censo norte-americano de 2000, a sua população era de 2667 habitantes.
Em 2006, foi estimada uma população de 3527, um aumento de 860 (32.2%).

## Geografia
De acordo com o United States Census Bureau tem uma área de
5,9 km², dos quais 5,9 km² cobertos por terra e 0,0 km² cobertos por água.

## Localidades na vizinhança
O diagrama seguinte representa as localidades num raio de 20 km ao redor de Baldwin.